# Kutalmix
Kutalmix (el nom apareix com Kutulmish, Kutlumish, Kutalmish, Kutlamish, Kutulmush, Kutlumush i altres variacions) fou un príncep seljúcida, origen de la branca que va fundar el Soldanat de Rum. Era fill d'Arslan Israil, net de Seljuk, i nebot de Mikhail ibn Saldjuk, el pare de Toghril Beg i de Çağrı Beg Dawud dels que per tant era cosí germà.
Kutalmix es va revoltar a les muntanyes al sud de la mar Càspia durant el govern de Toghril Beg, i al front d'un exèrcit de turcmans es va enfrontar al visir del sultà, Amid al-Mulk al-Kunduri, a Rayy, la rodalia de la qual va devastar. Però la situació va canviar quan va pujar al tron Alp Arslan (fill de Çağrı Beg Dawud. El novembre/desembre de 1063 aquest sultà va creuar per unes maresmes perilloses (el lloc pel que menys se l'esperava) i va sorprendre a Kutlumush que, derrotat, va haver fugir cap a l'oest, però va morir al caure de cavall (1064); no obstant quatre dels seus fills almenys van poder arribar a les muntanyes del Taure i probablement el més gran o el més capacitat, Sulayman ibn Kutalmix va establir al cap d'uns anys el Soldanat de Rum.